# Ignaz Seipel

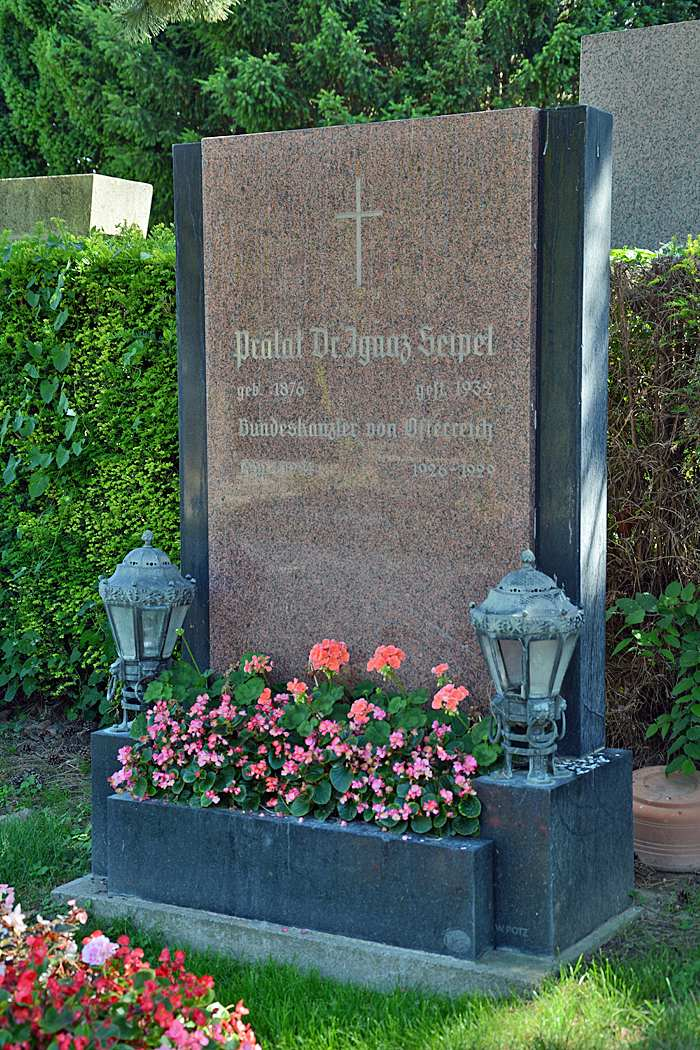
Ignaz Seipel sírja

Ignaz Seipel (Bécs, 1876. július 19. – Pernitz, 1932. augusztus 2.) osztrák diplomata, eszperantista, politikus, professzor, katolikus pap, az osztrák Nemzeti Tanács képviselője, szövetségi kancellár, Ausztria külügyminisztere. Az első világháború után Ausztria egyik vezéregyénisége.

## Életpályája
Katolikus pap volt. Pápai prelátus, bécsi egyetemi tanár. 1918-ban népjóléti miniszter, 1922-től 1924-ig szövetségi kancellár volt. Népszövetségi kölcsönnel helyreállította Ausztria pénzügyeit. 1924-ben merényletet követtek el ellene. 1926-ban ismét kancellár lett. 1929-ben lemondott, majd egy év múlva külügyminiszter lett. 